# Maciej Ślesicki
Maciej Wojciech Ślesicki (ur. 12 kwietnia 1966 w Warszawie) – polski reżyser, scenarzysta i producent filmowy.

## Życiorys
Absolwent Wydziału Radia i Telewizji im. Krzysztofa Kieślowskiego Uniwersytetu Śląskiego w Katowicach (Realizacja obrazu). Najbardziej znane produkcje, przy których pracował: filmy Tato i Sara oraz sitcom 13 posterunek i jego kontynuacja - 13 posterunek 2.
Współzałożyciel i nauczyciel akademicki Warszawskiej Szkoły Filmowej.

## Filmografia

### Scenariusz
- 1991: Czarne, białe
- 1994: Dlaczego moje koleżanki to mają, a ja nie
- 1995: Tato
- 1996: Wirus
- 1997: Sara
- 1997–1998: 13 posterunek
- 2000: 13 posterunek 2
- 2003: Show
- 2009: Trzy minuty. 21:37
- 2010: Szpilki na Giewoncie
- 2015: Przypadki Cezarego P.
- 2021: kRaj
- 2023: Ludzie

### Reżyseria
- 1989: Gra złudzeń
- 1991: Czarne, białe

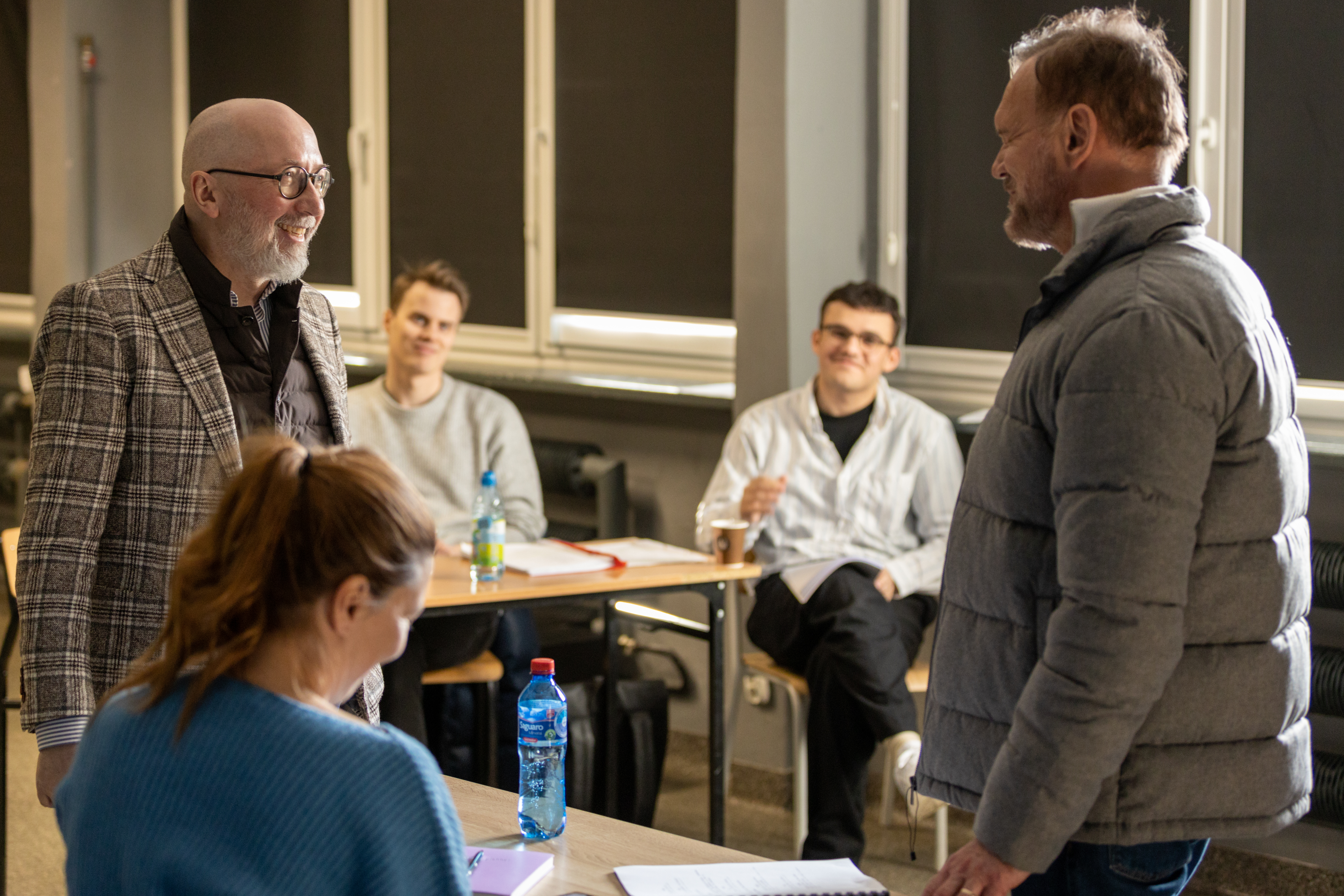
Maciej Ślesicki i Cezary Pazura na planie filmu Ludzie

- 1994: Dlaczego moje koleżanki to mają, a ja nie
- 1995: Tato
- 1997: Sara
- 1997–1998: 13 posterunek
- 2000: 13 posterunek 2
- 2003: Show
- 2007: I kto tu rządzi?
- 2009: Trzy minuty. 21:37
- 2015: Przypadki Cezarego P.
- 2021: kRaj
- 2023: Ludzie

### Producent
- 2010: Szpilki na Giewoncie
- 2021: kRaj
- 2023: Ludzie

### Zdjęcia
- 1991: Czarne, białe

### Aktor
- 1997–1998: 13 posterunek – reżyser szukający talentów (odc. 12)
- 2015: Przypadki Cezarego P. – on sam (odc. 11)

## Nagrody
- 1995: Festiwal Polskich Filmów Fabularnych w Gdyni – nagrodzony za reżyserię Tato
- 1996: Złota Kaczka czasopisma Film w kategorii najlepszy film polski; za rok 1995 za Tato
- 1996: Tarnowska Nagroda Filmowa przyznana przez jury młodzieżowe za debiut reżyserski w Tato
- 1996: Tarnowska Nagroda Filmowa Maszkaron – Nagroda Publiczności za Tato
- 1997: Nagroda Dystrybutorów na Festiwalu Polskich Filmów Fabularnych w Gdyni za Sarę
- 2003: Nagroda Główna Laur Cisowy na MF Filmu-Muzyki-Malarstwa „Lato z Muzami” w Nowogardzie za Show

## Życie prywatne
Maciej Ślesicki jest synem kierownik produkcji Barbary Pec-Ślesickiej i koszykarza Zygmunta Ślesickiego, bratankiem reżysera Władysława Ślesickiego. Był kilka lat w związku z Aleksandrą Woźniak.